# Transdev Střední Čechy
Transdev Střední Čechy (tot 1 mei 2020: ANEXIA BUS) is een Tsjechische vervoersmaatschappij uit Rakovník, onderdeel van Transdev. Transdev Střední Čechy is de grootste vervoerder in de regio (gevolgd door Arriva Střední Čechy) es is in 2019 ontstaan uit ANEXIA BUS, die op haar beurt weer ontstaan was (in 1994) uit een fusie tussen ANEXIA en de regionale afdeling (de lokale bestaan nog steeds) van ČSAD.

## Etymologie

### ANEXIA
De etymologie van ANEXIA is onbekend.

### Transdev Střední Čechy
Transdev verwijst naar Transdev; Střední Čechy betekent Midden-Tsjechië (Nederlands: Midden-Bohemen) en verwijst naar de regio waarin de vervoerder actief is.

## Geschiedenis

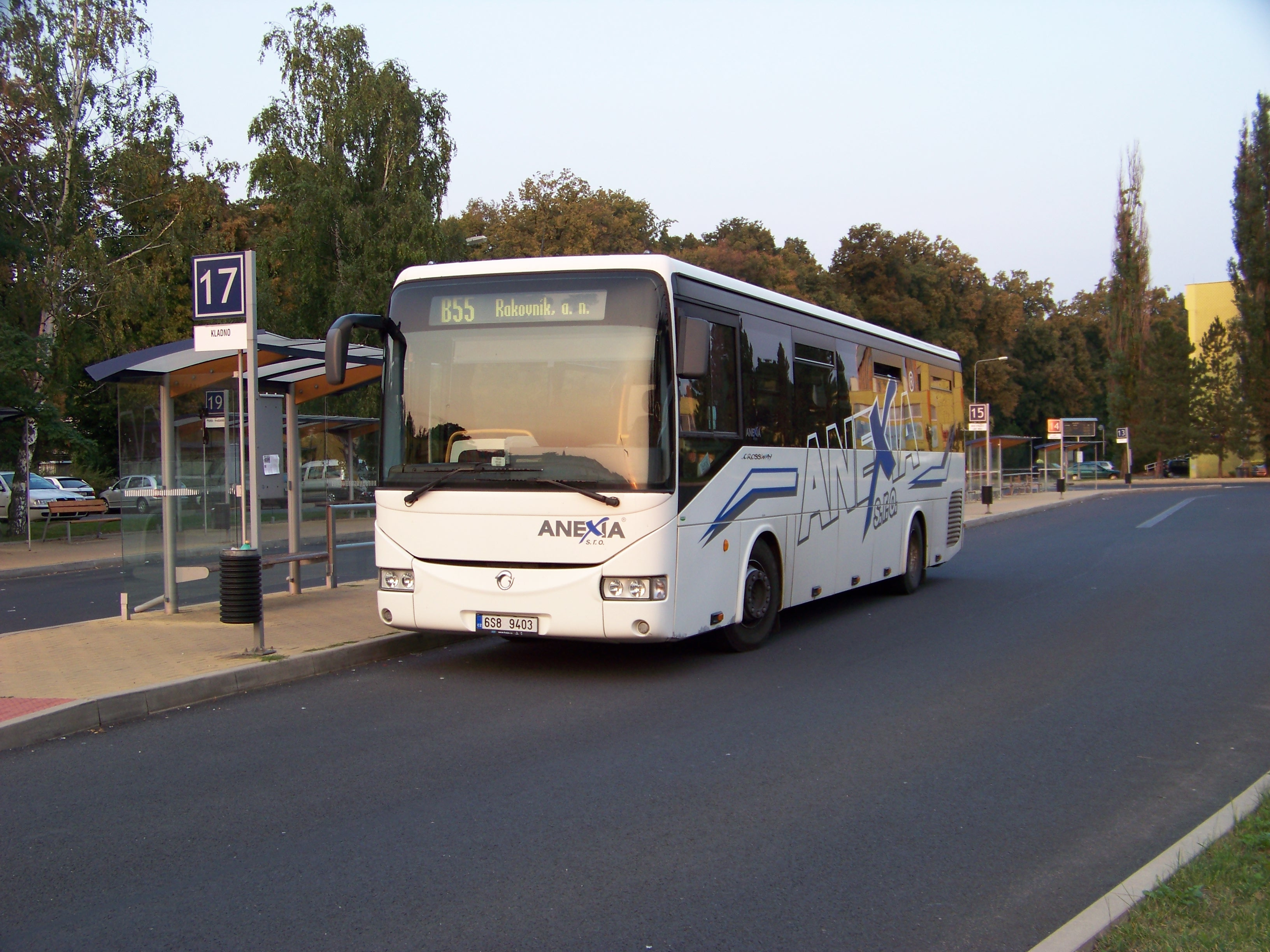
Voormalige ANEXIA-bus op het busstation van Rakovník (2011)

Tijdens de Eerste Tsjecho-Slowaakse Republiek was er in Rakovník al een lokale vervoersmaatschappij genaamd ČSD. Later opende ČSD ook een kantoor en depot in Nové Strašecí. Op 28 december 1990 werd het bedrijf genationaliseerd onder de naam Československá automobilová doprava Rakovník (ČSAD Rakovník).
Op 24 maart 1992 werd vervoersmaatschappij ANEXIA opgericht. In 1994 nam ANEXIA staatsbedrijf ČSAD Rakovník over, waardoor ČSAD weer geprivatiseerd werd. Hierop wijzigde de naam op 25 april 1994 in ČSAD ANEXIA. Op 16 december 2004 werd de naam opnieuw gewijzigd, ditmaal in ANEXIA. De aandeelhouders waren lokale ondernemers uit Rakovník, ing. Luboš Čermák (34%), Petr Kubíček en Pavel Kopříva (beide 33%). De directeur was lokale ondernemer ing. Antonín Chrástecký.
Door de jaren heen waren de activiteiten van ANEXIA uitgebreid met onder meer vrachtvervoer. Per 1 januari 2017 werd het busvervoer afgesplitst onder de naam ANEXIA BUS. Ook toen nog was de vervoerder in handen van lokale aandeelhouders. Op 30 oktober 2019 werd ANEXIA BUS overgenomen door Transdev. Na de overname was het bedrijf voor het eerst in de geschiedenis (de korte periode van nationalisering niet meegerekend) deels in handen van een niet-lokale bestuurder, namelijk Radim Novák, directeur van de gehele Tsjechische tak van Transdev. Op 1 mei 2020 werd de naam gewijzigd van ANEXIA BUS in Transdev Střední Čechy en werd Transdev 100% aandeelhouder.

## Vervoersgebied
Transdev Střední Čechy exploiteert het grootste deel van het busvervoer in de regio Midden-Bohemen, evenals enkele lijnen naar Praag. De meeste lijnen vertrekken vanaf de standplaats in Rakovník, waar ook een groot busstation is met 25 halteplaatsen. Het busstation is in 2005 geopend.
Tot 2019 exploiteerde ANEXIA ook een langeafstandslijn van Praag naar Jáchymov.

## Wagenpark

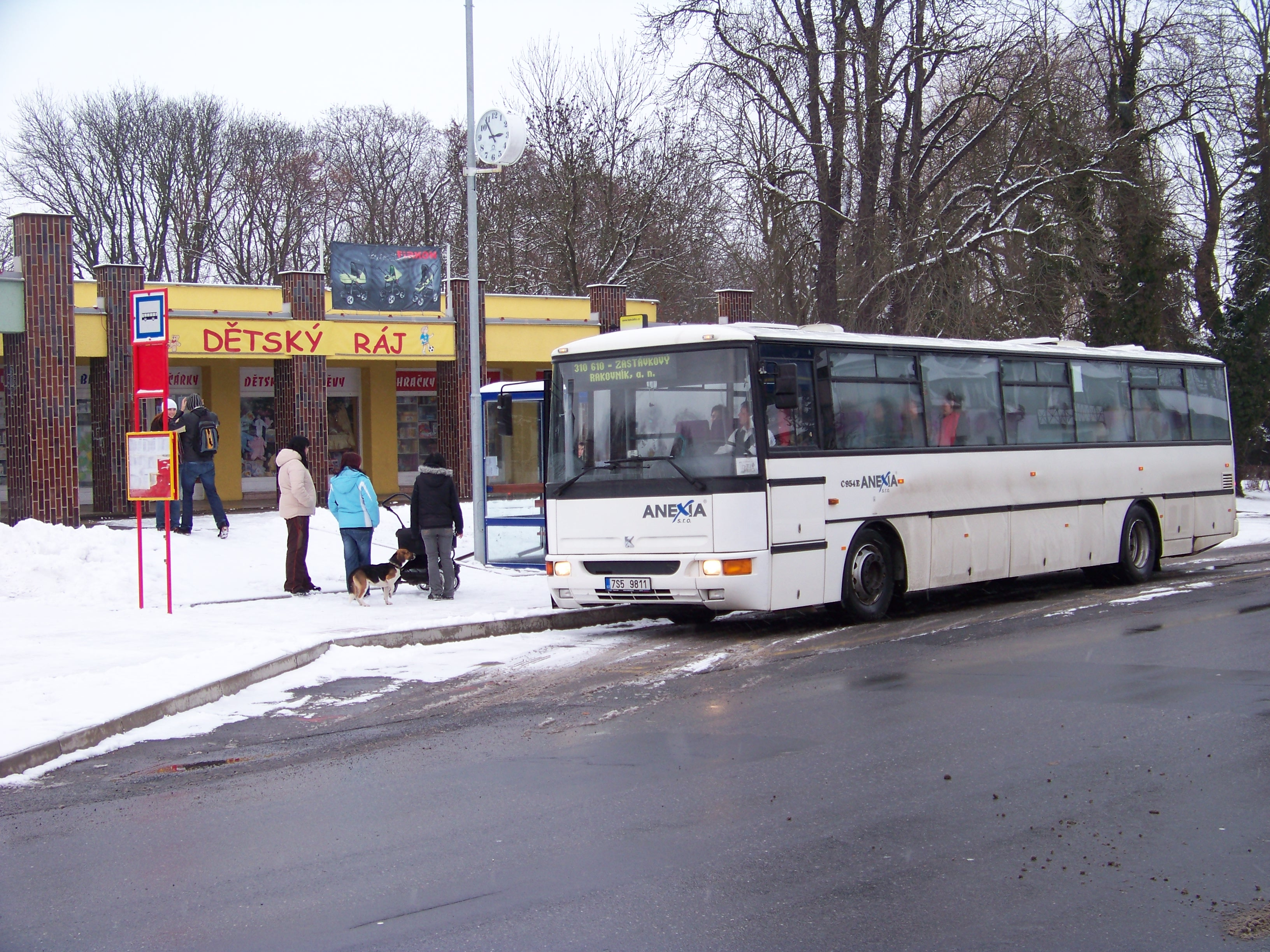
Karosa C954 van ANEXIA

In 2013 had ANEXIA een vloot van 55 in 2006 gebouwde bussen van Karosa. Dit betrof modellen van het type C 934 en C 954. Ook was er een aantal Irisbus Crossways in dienst. Vóór 2006 had ANEXIA ook bussen van het type Karosa C 734 (in elk geval 10), Karosa B 732, 1 Karosa LC 735 en 1 Karosa LC 736. Ook had ANEXIA in 2007 en 2008 een Irisbus Arway 12M, sinds mei 2011 een SOR CN 10.5 en sinds juli 2012 een Irisbus Crossway LE 10.8M in bruikleen.

### Huidig wagenpark
Sinds de overname door Transdev in mei 2020 bestaat de vloot van Transdev Střední Čechy uit 94 bussen, waarvan 68 in actieve dienst.
| Fabrikant  | Type                 | Aantal in dienst |
| ---------- | -------------------- | ---------------- |
| Irisbus    | Crossway 12M         | 10               |
| Irisbus    | Crossway 12M LE      | 18               |
| Iveco      | Crossway LINE 12M    | 17               |
| Iveco      | Crossway LE LINE 12M | 7                |
| Iveco      | Crossway LINE 14,5M  | 4                |
| SOR        | CN 9.5               | 2                |
| SOR        | CN 12                | 3                |
| SOR        | CN 12.3              | 2                |
| Volkswagen | Crafter              | 1                |
| Ford       | Transit              | 1                |

Naast de in reguliere dienst zijnde bussen beschikt Transdev Střední Čechy ook over 27 reservebussen (ex-ANEXIA) van Karosa.

## Betaalmiddelen
In augustus 2004 was ANEXIA een van de eerste drie vervoerders die betrokken was bij het invoeren van reizen met een contactloze, elektronische betaalkaart in de regio Midden-Bohemen. Hiervoor werd incheckapparatuur van Mikroelektronika gebruikt, op basis van MIFARE STANDARD. Sinds 1 december 2004 konden passagiers hiermee betalen bij alle in de regio actieve vervoerders. In 2016 werd het systeem vervangen door Synergy OCC van Mikroelektronika. ANEXIA was hiermee de eerste vervoerder die dit nieuwe systeem in gebruik nam. Met dit systeem is het mogelijk om te betalen met zowel bankpassen, creditcards als Lítačkakaarten (de contactloze, elektronische betaalkaarten die in de regio Praag worden gebruikt).

## Kritiek
In 2005 werd ČSAD ANEXIA door toenmalig concurrent NEUTRANS ervan verweten dat ANEXIA (eigenaar van het busstation in Rakovník) NEUTRANS benadeelde bij het toewijzen van de halteplaatsen op het busstation. ANEXIA en het gemeentebestuur van Rakovník ontkenden dit echter. In 2006 werd het vervoerscontract met NEUTRANS door het regiobestuur beëindigd, waarna er een einde aan het geschil kwam. ANEXIA nam alle buslijnen van NEUTRANS over.

## Galerij

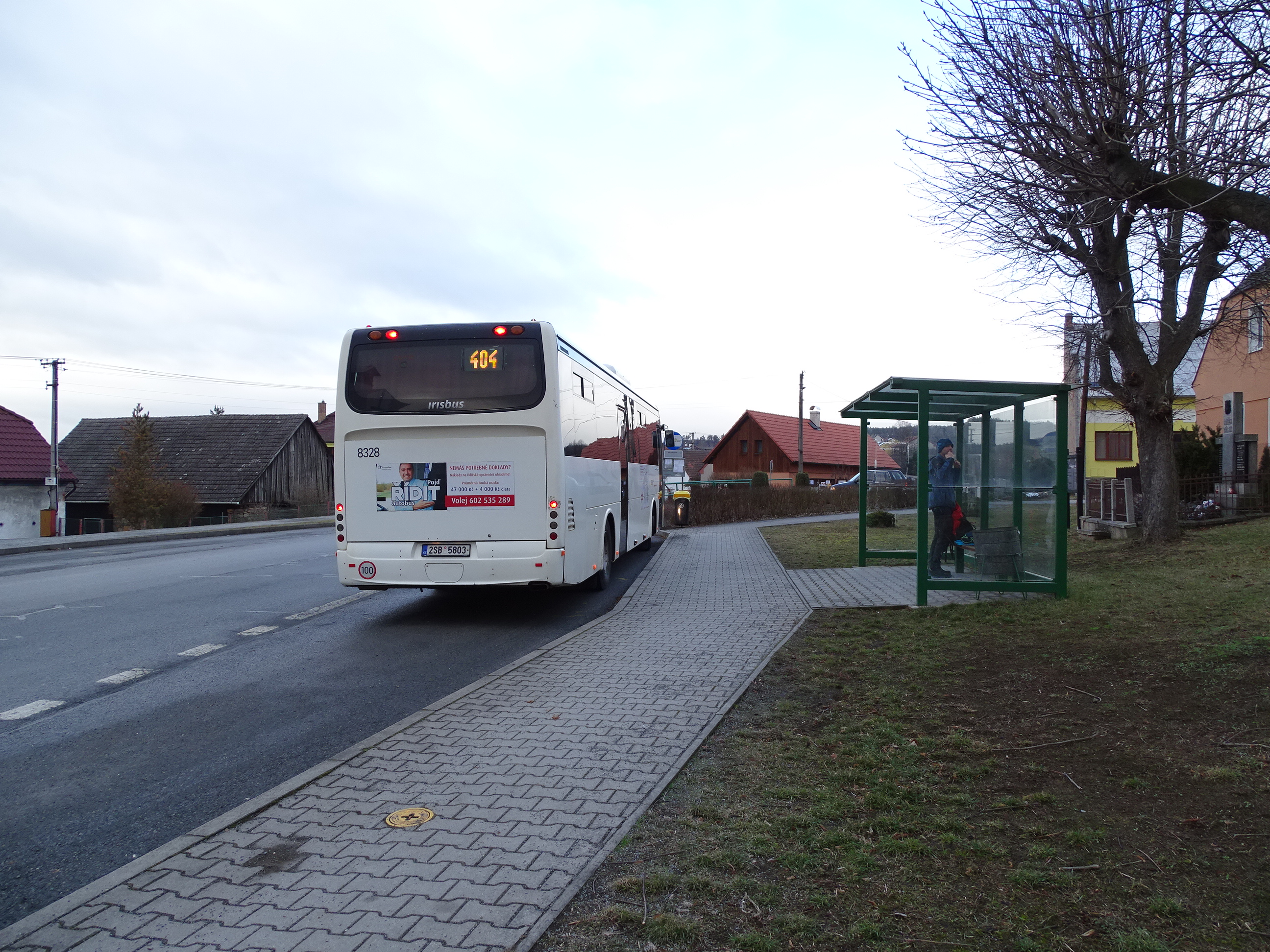
Bus van Transdev Střední Čechy (2024)
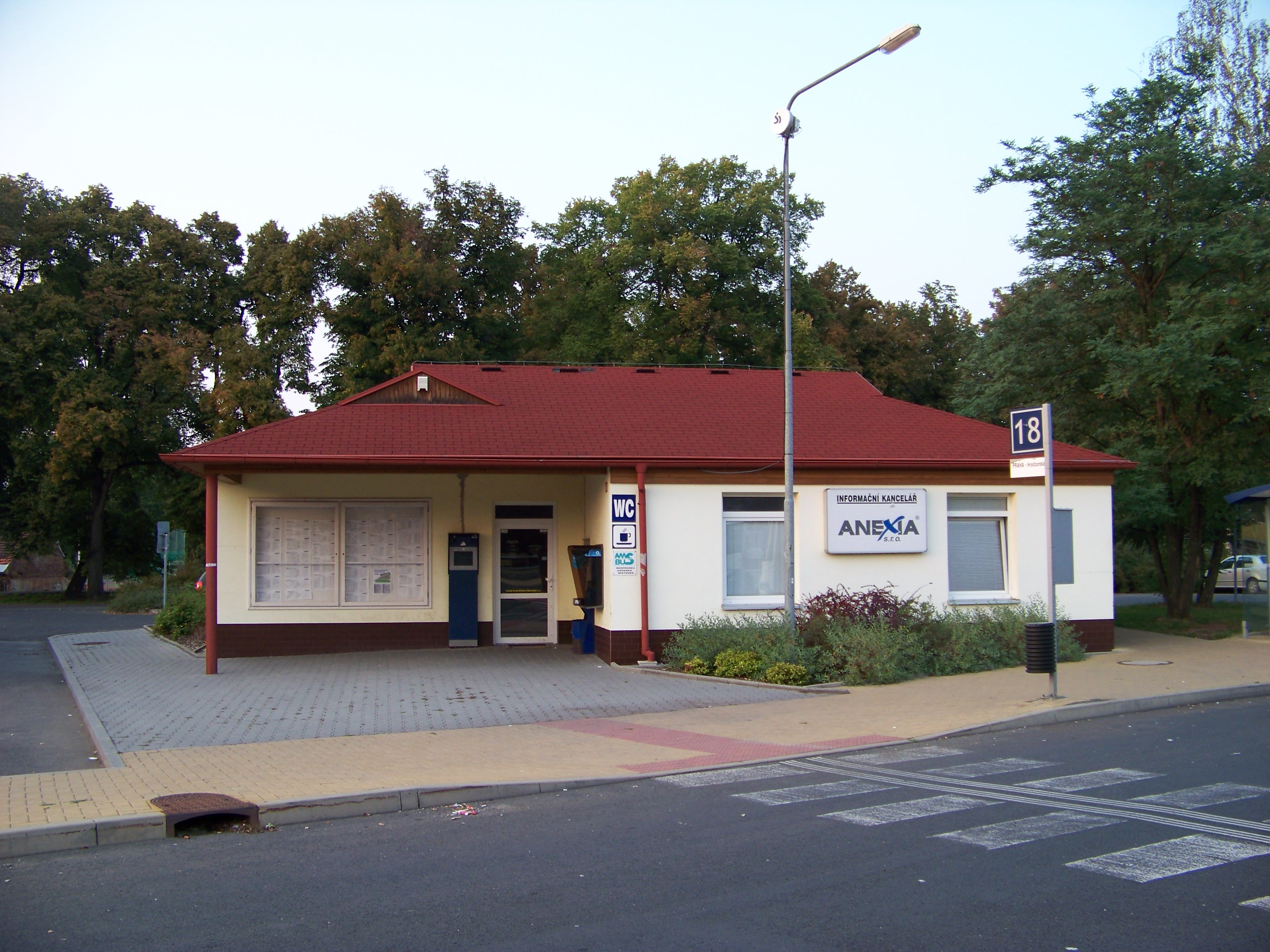
ANEXIA-kantoor op het busstation van Rakovník (2012)
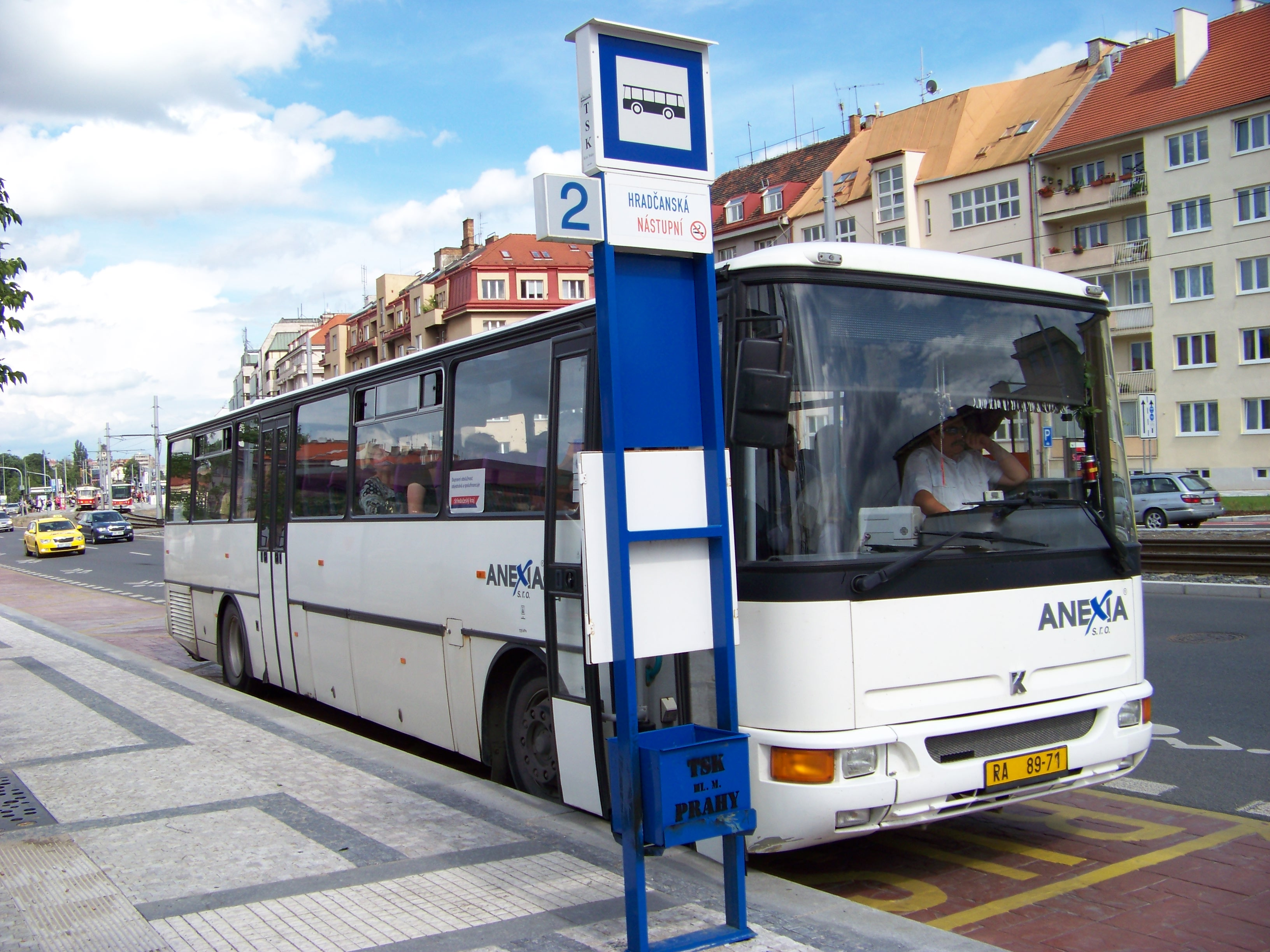
ANEXIA-bus in Praag (2011)